# Abdullah al-Harari
ʿAbdallāh ibn Muhammad al-Hararī al-Habaschī (عبد الله بن محمَّد الهرري الحبشي, DMG ʿAbdallāh b. Muḥammad al-Hararī al-Ḥabašī, * 1910 in Harar, Äthiopien; † 2. September 2008 in Beirut, Libanon) war ein islamischer Rechtsgelehrter und Begründer der nach ihm und seiner Herkunft benannten religiösen Bewegung der Ahbāsch (wörtl. „die Abessinier“). Die bis zu seinem Tod von ihm geführte internationale Association of Islamic Charitable Projects (AICP) oder mit ihr verbundene lokale Vereine sind heute Träger zahlreicher, meist als „Maschari-Center“ bezeichneter Einrichtungen und Moscheen weltweit. In Deutschland ist die Glaubensgemeinschaft als Islamischer Verein für wohltätige Projekte e. V. (IVWP) vor allem in Berlin und im niedersächsischen Peine aktiv. Die Ahbāsch verehren ʿAbdallāh al-Hararī aufgrund seiner umfassenden Hadith-Gelehrsamkeit als den „Traditionarier-Imam“ (al-imām al-muḥaddiṯ) bzw. „Traditionarier des Zeitalters“ (muḥaddiṯ al-ʿaṣr).

## Leben
Al-Hararī wurde in Harar geboren, im Kaiserreich Abessinien, dem heutigen Äthiopien. Aufgewachsen ist er in bescheidenen Verhältnissen in einer religiösen Familie. Allerdings verweist sein vollständiger Name ʿAbdallah ibn Muhammad ibn Yūsuf al-Hararī asch-Schaibī al-ʿAbdarī, dass er eine arabische quraischitiche Abstammung für sich in Anspruch nimmt.
Durch seinen Vater wurde er schon früh mit den Werken der islamischen Rechtswissenschaft (Fiqh) vertraut gemacht. Laut Darstellung seiner Anhänger kannte er den Koran bereits mit sieben Jahren auswendig. Später befasste er sich mit den Überlieferungen des Propheten Mohammed, den Hadithen und lernte deren sechs Bücher mit ihren Überlieferungsketten auswendig. Er bereiste das damals italienisch besetzte Kaiserreich Abessinien sowie Britisch- und Französisch-Somaliland, um bei verschiedenen Gelehrten zu studieren. Dabei eignete er sich auch Wissen der schāfiʿitischen Rechtsschule sowie der malikitischen, hanafitischen und hanbalitischen Rechtslehren an. Seine Kenntnisse der gelehrten Handschriften erlaubten ihm, die Lesarten handschriftlich überlieferter Quellen wie auch gedruckte Werke islamischer Gelehrter kritisch zu beurteilen.
Er erhielt eine Lehrerlaubnis und ihm war noch vor Erreichen des 18. Lebensjahres gestattet, islamische Rechtsgutachten (Fatwa) zu erteilen, die Funktion eines Mufti. Mit seinen religiösen Vorstellungen geriet er jedoch bald mit den Anhängern von Yusuf Abdulrahman in Konflikt. Der aufgrund der gleichen Herkunft ebenfalls mit dem Beinamen al-Harari bezeichnete Gelehrte war zwischen 1928 und 1938 in Mekka und Medina ausgebildet worden und hatte in Harar eine wahhabitisch ausgerichtete Schule gegründet, über die er auch einige Anhänger Abdullah al-Hararis für sich gewinnen konnte. Ab 1941 kämpfte Scheich Yūsuf mit seinen Anhängern für die Loslösung der Stadt Harar von Äthiopien und ihren Anschluss an Somalia. ʿAbdallāh al-Hararī brachte dieses Projekt den äthiopischen Behörden zur Kenntnis und erreichte damit die Schließung der von Yusuf al-Harari geleiteten Schule. Einige von dessen Anhängern wurden inhaftiert. Bei einer erneuten Konfrontation zwischen 1946 und 1948 hatte jedoch Yusuf Abdulrahman die besseren Verbindungen zur Führung. Kaiser Haile Selassie ließ Abdullah al-Habaschi des Landes verweisen.
In der Folge setzte Abdullah seine Studien fort, reiste über Somalia nach Jerusalem, Mekka und schließlich nach Damaskus. 1950 erreichte er den Libanon und siedelte nach Beirut über. Dort traf er auf Scheich Ahmad al-ʿAdschūz, der bereits 1930 den „Islamischen Verein für wohltätige Projekte“ (Ǧamʿīyat al-Mašārīʿ al-Ḫairīya al-Islāmiyya) gegründet hatte. Da sich beide in ihren theologischen Ansichten sehr nahe standen, arbeiteten sie bald eng zusammen. Al-Hararī betätigte sich in Beirut als Prediger, Mufti, Lehrer und Autor zahlreicher Bücher. Nach dem Tod von Ahmad al-ʿAdschūz im Jahre 1983 wurde er zum Vorsitzenden des Vereins ernannt, der in der Folge als al-Ahbāsch bekannt wurde. Wahhabitische Gelehrte agitierten jedoch weiter gegen ihn. Der saudische Rat der Höchsten Religionsgelehrten verkündete 1986 in einer Fatwa, dass die von ʿAbdallāh al-Habaschī begründete Gemeinschaft irregeleitet sei und außerhalb des sunnitischen Islam stehe. Der Konflikt verschärfte sich weiter, als ʿAbdallāh al-Hararī 1994 in Beirut sein Buch al-Maqālāt al-sanīya fī kašf ḍalālāt Aḥmad ibn Taimīya („Die erhabenen Aussagen zur Aufdeckung der Irrtümer Ibn Taimīyas“) veröffentlichte. In diesem bezichtigte er nicht nur Ibn Taimīya falscher Lehren, sondern griff auch Muhammad ibn ʿAbd al-Wahhāb direkt an.
1995 und 2003 reiste er – 40 Jahre nach seiner Ausweisung – noch einmal zurück nach Äthiopien und wurde dort von den meisten Muslimen begeistert empfangen. Zuletzt lebte er aber wieder im Libanon, wo er 98-jährig zu Beginn des Ramadan am 2. September 2008 verstarb.

## Lehren und Wirkung
Sowohl in Äthiopien als auch im Libanon war ʿAbdallāh al-Hararīs Hauptbotschaft das friedliche Zusammenleben von Muslimen und Christen. In einer Ansprache, die al-Hararī vor seinen Anhängern hielt, machte er klar, dass er seinen Verein als eine Organisation betrachtete, die auf der aschʿaritischen Glaubenslehre und der schafiitischen Rechtsschule basiert. So sagte er: „Die Aschʿarīya ist die Grundlage unseres Glaubens und die Schāfiʿīya unser täglicher Kodex.“ Die Lehren von Ibn Taimīya, Muhammad ibn ʿAbd al-Wahhāb und Sayyid Qutb sah er dagegen als unrechtmäßige Neuerungen an. Al-Hararī war außerdem mit den sufischen Orden der Rifāʿīya, Naqschbandīya und Qādirīya verbunden.
Al-Hararīs Lehren basieren auf einer Mischung von sunnitischen Ansätzen, schiitischen Ansätzen, und Ansätzen der Sufis. Er lehnte einen islamischen Staat ab, befürwortete die Trennung von Staat und Religion, und setzte sich gegen islamischen politischen Aktivismus ein. Er befürwortete das Unterrichten von Frauen und Mädchen.
Die mit Übernahme der Society of Islamic Philanthropic Projects in Beirut begründete Bewegung hat im Libanon Einfluss gewonnen und breitete sich über die straff organisierte AICP (Association of Islamic Charitable Projekts) und durch libanesische Auswanderer weltweit aus. Die offizielle Führung dieser Organisation übernahm Sheikh Abdullah aber nicht mehr selbst. Zwar vertraten er und seine Anhänger die politische Gewaltlosigkeit, was ihm und seiner Bewegung vor allem in der westlichen Welt viel Sympathie einbrachte. 

## Werke
ʿAbdallāh al-Hararī hat mehr als 30 Werke verfasst. Besonders große Wirkung hat die Abhandlung al-Maqālāt al-sanīya fī kašf ḍalālāt Aḥmad ibn Taimīya („Die erhabenen Aussagen zur Aufdeckung der Irrtümer Ibn Taimīyas“).